# Маклафлин, Джон (футболист, 1987)
Джонатан Питер Маклафлин (англ. Jonathan Peter McLaughlin; род. 9 сентября 1987, Эдинбург) — шотландский футболист, вратарь клуба «Рейнджерс». Выступал в сборной Шотландии. Участник чемпионата Европы 2020.

## Клубная карьера
Маклафлин начал профессиональную карьеру в английском клубе «Харрогит Таун». В 2008 году Джон подписал контракт с клубом «Брэдфорд Сити». 2 мая 2009 года в матче против «Честерфилда» он дебютировал во Второй лиге Англии. В 2013 году Джон помог команде подняться в более высокий дивизион. 3 августа в матче против «Бристоль Сити» он дебютировал в Первой лиге Англии. Летом 2014 года Маклафлин перешёл в «Бертон Альбион». 9 августа в матче против «Оксфорд Юнайтед» он дебютировал за новый клуб. Летом 2017 года Маклафлин вернулся на родину, подписав контракт с клубом «Харт оф Мидлотиан». 9 сентября в матче против «Абердина» он дебютировал в шотландской Премьер-лиге. 
Летом 2018 году Маклафлин перешёл в «Сандерленд». 4 августа в матче против «Чарльтон Атлетик» он дебютировал за новую команду. 
Летом 2020 года Джон подписал соглашение на два года с «Рейнджерс». 9 августа в матче против «Сент-Миррена» он дебютировал за новую команду. В 2021 году Маклафлин помог клубу выиграть чемпионат. 

## Карьера в сборной
3 июня 2018 в товарищеском матче против сборной Мексики Маклафлин дебютировал за сборную Шотландии. В 2021 году Джон принял участие в чемпионате Европы. На турнире он был запасным и на поле не вышел.

## Достижения
Клубные
 «Рейнджерс»
- Победитель шотландской Премьер-лиги — 2020/2021
- Обладатель Кубка Шотландии — 2021/2022